# エレーナ・ピンガチェワ
エレーナ・ピンガチェワ（ロシア語: Елена Пингачева, ラテン文字転写: Elena Pingacheva, 1981年5月31日 - ）は、ロシアモスクワ出身の女性フィギュアスケート選手で現在はプロフィギュアスケーター。1996年世界ジュニア選手権2位。

## 経歴
1995-1996年シーズンの世界ジュニア選手権で初出場ながら2位となり頭角を現した。翌1996-1997年シーズンにはシニアクラスのロシア選手権で6位となる。メダルが期待された世界ジュニア選手権では5位入賞に留まった。
1997-1998年シーズンに創設されたISUジュニアグランプリ（当時の名称はISUジュニアシリーズ）に参戦。JGPサンジェルヴェで優勝を飾り、JGPファイナルでは3位となったが、ロシア選手権では10位に留まった。のちにアマチュアを引退し、プロフィギュアスケーターに転向。

## 主な戦績
| 大会/年                       | 1995-96 | 1996-97 | 1997-98 |
| ----------------------------- | ------- | ------- | ------- |
| ロシア選手権                  |         | 6       | 10      |
| 世界Jr.選手権                 | 2       | 5       |         |
| JGPファイナル                 |         |         | 3       |
| JGPブラオエン・シュベルター杯 |         |         | 8       |
| JGPサンジェルヴェ             |         |         | 1       |